# Карер
Карер (фр. Carrère) насеље је и општина у југозападној Француској у региону Аквитанија, у департману Атлантски Пиринеји која припада префектури По.
По подацима из 2011. године у општини је живело 212 становника, а густина насељености је износила 32,07 становника/km². Општина се простире на површини од 7 km². Налази се на средњој надморској висини од 246 метара (максималној 252 m, а минималној 164 m).

## Демографија
| 1962. | 1968. | 1975. | 1982. | 1990. | 1999. | 2011. |
| ----- | ----- | ----- | ----- | ----- | ----- | ----- |
| 145   | 140   | 143   | 148   | 167   | 169   | 212   |

График промене броја становника у току последњих година